# Amarilis Savón
Amarilys Savón Carmenate (13 de maio de 1974) é uma judoca cubana.
Foi campeã mundial de judô em 2003 e medalhista de bronze em três edições de Jogos Olímpicos, 1992, 1996 e 2004.